# Musaranya de muntanya de Lowe
La musaranya de muntanya de Lowe (Chodsigoa parca) és una espècie de mamífer de la família de les musaranyes que es troba a Myanmar, la Xina, Tailàndia i el Vietnam.